# Roland Garros 2016
De 115e editie van het Franse grandslamtoernooi Roland Garros 2016 werd gehouden van zondag 22 mei tot en met zondag 5 juni 2016. Voor de vrouwen was het de 109e editie. Het toernooi werd gespeeld in het Roland-Garrosstadion in het 16e arrondissement van Parijs.
Samenvatting
- Bij het mannenenkelspel was de Zwitser Stanislas Wawrinka titelverdediger. De trofee ging naar de Serviër Novak Đoković.
- De Amerikaanse Serena Williams was titelverdedigster bij het vrouwenenkelspel. De titel ging dit jaar naar de Spaanse Garbiñe Muguruza.
- Het mannendubbelspel werd in 2015 gewonnen door Ivan Dodig (Kroatië) en Marcelo Melo (Brazilië). Dit jaar zegevierden de Spanjaarden Feliciano López en Marc López.
- Bij de vrouwen waren Bethanie Mattek-Sands uit de VS en Lucie Šafářová uit Tsjechië titelverdedigsters. Deze keer waren de Françaises Caroline Garcia en Kristina Mladenovic de besten.
- Titelhouders in het gemengd dubbelspel waren de Amerikanen Bethanie Mattek-Sands en Mike Bryan. Winnaars werden Martina Hingis (Zwitserland) en Leander Paes (India).
- Juniorkampioenen werden de Zwitserse Rebeka Masarova bij de meisjes, en Geoffrey Blancaneaux uit Frankrijk bij de jongens.
- Bij het rolstoeltennis won de Nederlandse Marjolein Buis de titel in het enkelspel.
- Het toernooi van 2016 trok ongeveer 456.000 toeschouwers.[2]

## Toernooikalender
| Roland Garros      | mei 2016 | mei 2016 | mei 2016 | mei 2016 | mei 2016 | mei 2016 | mei 2016 | mei 2016 | mei 2016    | mei 2016    | juni 2016    | juni 2016    | juni 2016    | juni 2016 | juni 2016 |
| Roland Garros      | zon 22   | maa 23   | din 24   | woe 25   | don 26   | vrĳ 27   | zat 28   | zon 29   | maa 30      | din 31      | woe 1        | don 2        | vrĳ 3        | zat 4     | zon 5     |
| ------------------ | -------- | -------- | -------- | -------- | -------- | -------- | -------- | -------- | ----------- | ----------- | ------------ | ------------ | ------------ | --------- | --------- |
| mannenenkelspel    | 1e ronde | 1e ronde | 1e ronde | 2e ronde | 2e ronde | 3e ronde | 3e ronde | 4e ronde | 4e ronde    | 4e ronde    | kwartfinale  |              | halve finale |           | finale    |
| vrouwenenkelspel   | 1e ronde | 1e ronde | 1e ronde | 2e ronde | 2e ronde | 3e ronde | 3e ronde | 4e ronde | 4e ronde    | 4e ronde    | kwartfinale  | halve finale |              | finale    |           |
| mannendubbelspel   |          |          | 1e ronde | 1e ronde | 2e ronde | 2e ronde | 3e ronde | 3e ronde | kwartfinale | kwartfinale |              | halve finale |              | finale    |           |
| vrouwendubbelspel  |          |          |          | 1e ronde | 1e ronde | 2e ronde | 2e ronde | 3e ronde | 3e ronde    | kwartfinale | kwartfinale  |              | halve finale |           | finale    |
| gemengd dubbelspel |          |          |          |          | 1e ronde | 1e ronde | 2e ronde | 2e ronde | kwartfinale | kwartfinale | halve finale |              | finale       |           |           |

## Enkelspel

### Mannen

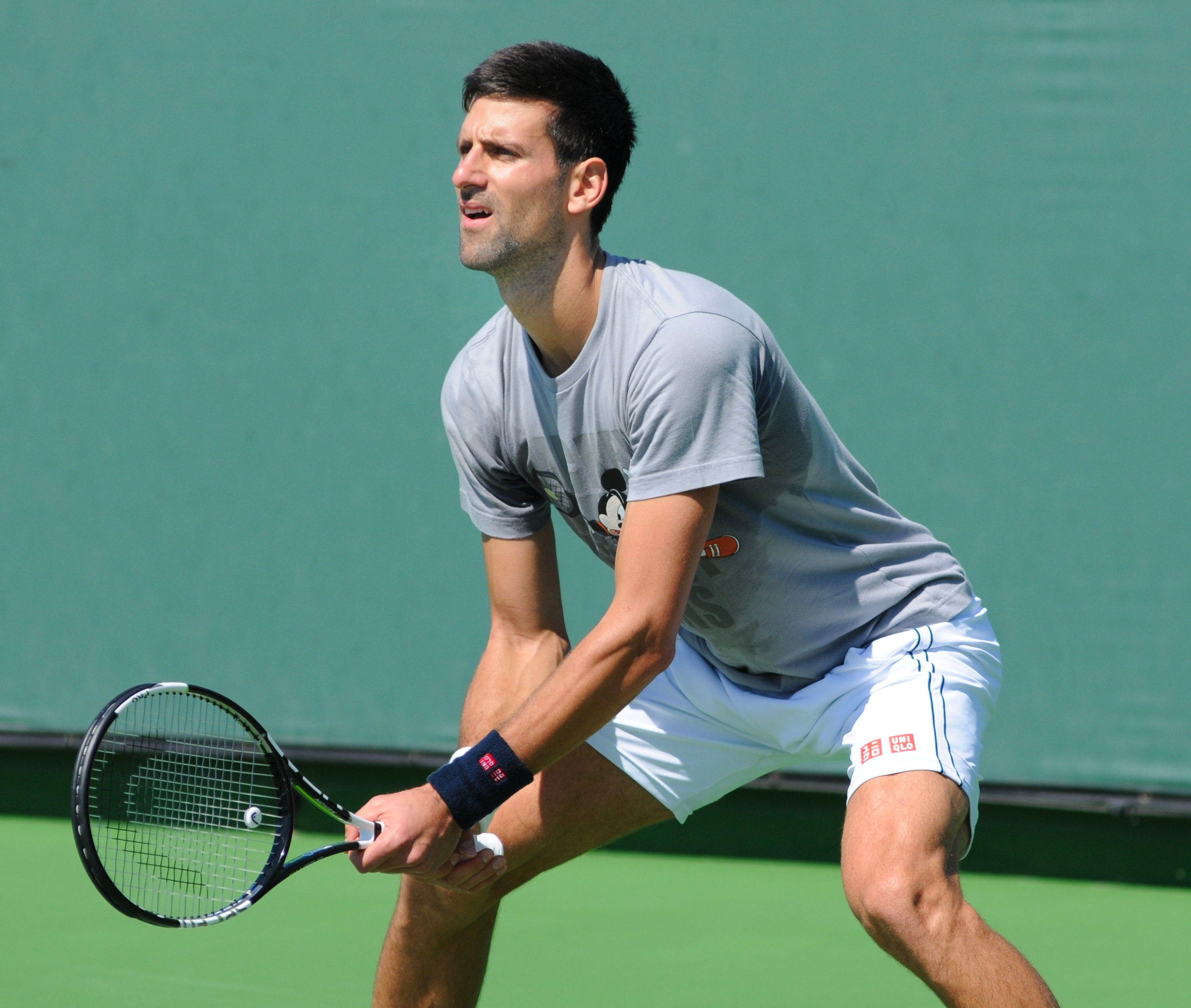
De Serviër Novak Đoković won de titel.

De titel in het mannenenkelspel werd verdedigd door de Zwitser Stanislas Wawrinka, de nummer vier op de wereldranglijst bij de mannen. Zijn landgenoot Roger Federer, de nummer drie, meldde zich af voor het toernooi, omdat hij nog onvoldoende fit was na een rugblessure. Dit was hiermee het eerste grandslamtoernooi sinds de US Open 1999 waar de Zwitser ontbrak. De als eerste geplaatste Novak Đoković greep de titel – in de finale versloeg hij de nummer twee, Andy Murray.

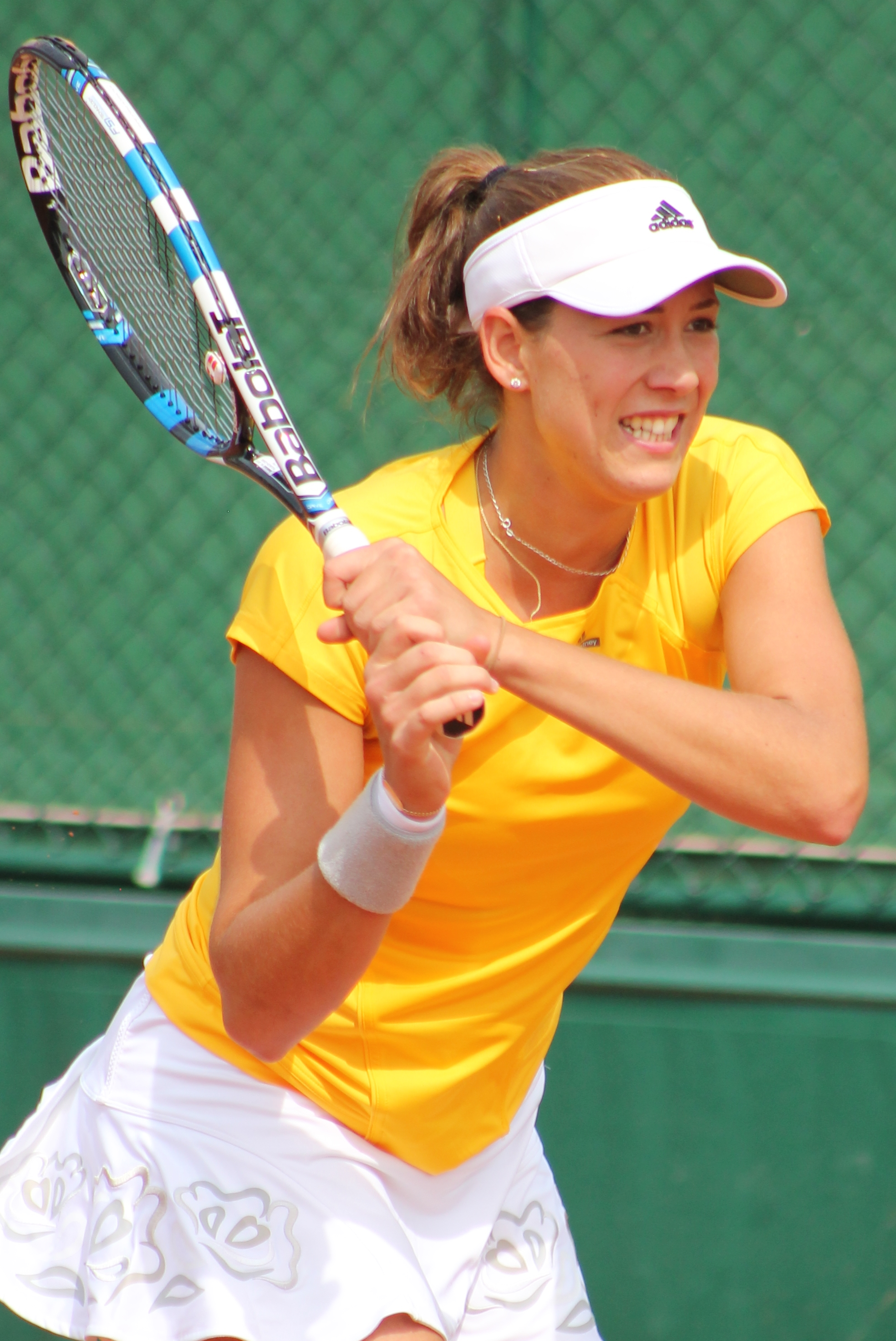
De Spaanse Garbiñe Muguruza won de titel.

### Vrouwen
De titel in het vrouwenenkelspel werd verdedigd door de Amerikaanse Serena Williams, de nummer een op de wereldranglijst bij de vrouwen. Zij bereikte de finale, maar werd daarin verslagen door de als vierde geplaatste Garbiñe Muguruza.
De Nederlandse Kiki Bertens bereikte de halve finale.

## Dubbelspel

### Mannen
Ivan Dodig (Kroatië) en Marcelo Melo (Brazilië) waren de titelhouders – zij bereikten de halve finale, waarin zij werden uitgeschakeld door de latere winnaars. Het als vijftiende geplaatste Spaanse koppel Feliciano López en Marc López (geen familie) ging met de eer strijken. In de finale versloegen zij de grote kanshebbers, de Amerikaanse tweelingbroers Bob en Mike Bryan, die al zestien keer een grandslamtitel wonnen (waarvan slechts één keer op Roland Garros).
De Nederlander Jean-Julien Rojer was, samen met Horia Tecău uit Roemenië, als tweede geplaatst – zij kwamen niet voorbij de tweede ronde. De overige Nederlanders, Robin Haase (met Viktor Troicki) en het duo Wesley Koolhof / Matwé Middelkoop, strandden al in de eerste ronde.

### Vrouwen
Bethanie Mattek-Sands (VS) en Lucie Šafářová (Tsjechië) waren de titelverdedigsters. In de eerste ronde werden zij uitgeschakeld door Kiki Bertens en Johanna Larsson. Het toernooi werd gewonnen door de twee Françaises Caroline Garcia en Kristina Mladenovic – in de finale waren zij te sterk voor de Russinnen Jekaterina Makarova en Jelena Vesnina.
Er waren twee Belgische deelneemsters. Kirsten Flipkens bereikte de tweede ronde; Yanina Wickmayer verloor haar openingspartij. Van de Nederlandse dames bereikte Kiki Bertens de kwartfinale; Michaëlla Krajicek kwam niet verder dan de tweede ronde.

### Gemengd
De Amerikaanse titelhouders Bethanie Mattek-Sands en Mike Bryan verdedigden hun titel niet. De Zwitserse Martina Hingis en de Indiër Leander Paes wonnen het toernooi door in de finale af te rekenen met de als tweede geplaatste Sania Mirza (India) en Ivan Dodig (Kroatië). Het werd een spannende finale waarin uiteindelijk een koningstiebreak de doorslag gaf. Hingis en Paes verloren de eerste set, maar wonnen vervolgens set twee en de beslissende tiebreak.
Er nam één Nederlander deel aan het gemengd dubbelspel: Jean-Julien Rojer verloor met zijn partner Oksana Kalasjnikova (Georgië) in de eerste ronde van de Sloveense Andreja Klepač en de Filipijn Treat Huey.

## Kwalificatietoernooi (enkelspel)
Algemene regels – Aan het hoofdtoernooi (enkelspel) doen bij de mannen en vrouwen elk 128 tennissers mee. De 104 beste mannen en 108 beste vrouwen van de wereldranglijst die zich inschrijven worden rechtstreeks toegelaten. Acht mannen en acht vrouwen krijgen van de organisatie een wildcard. Voor de overige ingeschrevenen resteren dan nog zestien plaatsen bij de mannen en twaalf plaatsen bij de vrouwen in het hoofdtoernooi – deze plaatsen worden via het kwalificatietoernooi ingevuld. Aan dit kwalificatietoernooi doen nog eens 128 mannen en 96 vrouwen mee.
De kwalificatiewedstrijden vonden plaats van maandag 16 tot en met vrijdag 20 mei 2016.
De volgende deelnemers aan het kwalificatietoernooi wisten zich een plaats te veroveren in de hoofdtabel:

### Mannenenkelspel
1. Tobias Kamke
2. Radek Štěpánek
3. Steve Darcis
4. Jan-Lennard Struff
5. Marco Trungelliti
6. Carlos Berlocq
7. Roberto Carballés Baena
8. Dustin Brown
9. Adrian Ungur
10. Marsel İlhan
11. Gerald Melzer
12. Jordi Samper Montaña
13. Kenny de Schepper
14. Nikoloz Basilasjvili
15. Laslo Djere
16. Radu Albot

### Vrouwenenkelspel
1. Louisa Chirico
2. Çağla Büyükakçay
3. Sorana Cîrstea
4. Sachia Vickery
5. Verónica Cepede Royg
6. Kateřina Siniaková
7. Daniela Hantuchová
8. İpek Soylu
9. Viktorija Golubic
10. Sara Sorribes Tormo
11. Lucie Hradecká
12. Maryna Zanevska

## Junioren
Meisjesenkelspel

Finale: Rebeka Masarova (Zwitserland) won van Amanda Anisimova (VS) met 7-5, 7-5
Meisjesdubbelspel

Finale: Paula Arias Manjón (Spanje) en Olga Danilović (Servië) wonnen van Olesja Pervoesjina (Rusland) en Anastasija Potapova (Rusland) met 3-6, 6-3, [10-8]
Jongensenkelspel

Finale: Geoffrey Blancaneaux (Frankrijk) won van Félix Auger-Aliassime (Canada) met 1-6, 6-3, 8-6
Jongensdubbelspel

Finale: Yishai Oliel (Israël) en Patrik Rikl (Tsjechië) wonnen van Chung Yun-seong (Zuid-Korea) en Orlando Luz (Brazilië) met 6-3, 6-4

## Rolstoeltennis
Rolstoelmannenenkelspel

Finale: Gustavo Fernández (Argentinië) won van Gordon Reid (VK) met 7–6(4), 6–1
Rolstoelvrouwenenkelspel

Finale: Marjolein Buis (Nederland) won van Sabine Ellerbrock (Duitsland) met 6–3, 6–4
Rolstoelmannendubbelspel

Finale: Shingo Kunieda (Japan) en Gordon Reid (VK) wonnen van Michaël Jérémiasz (Frankrijk) en Stefan Olsson (Zweden) met 6-3, 6-2
Rolstoelvrouwendubbelspel

Finale: Yui Kamiji (Japan) en Jordanne Whiley (VK) wonnen van Jiske Griffioen (Nederland) en Aniek van Koot (Nederland) met 6–4, 4–6, [10–6]

## Speelschema van dag tot dag
Onderstaand het speelschema van de drie hoofdbanen van dag tot dag.
Alle tijden zijn lokaal MEZT (UTC+2).

### Dag 1 (zondag 22 mei)
Een gedeelte van de geprogrammeerde wedstrijden werd uitgesteld vanwege de regen.
- Speelschema (gearchiveerd)

| Wedstrijden op de hoofdbanen                         | Wedstrijden op de hoofdbanen                         | Wedstrijden op de hoofdbanen                         | Wedstrijden op de hoofdbanen                         |
| Evenement                                            | Winnaar                                              | Verliezer                                            | Score                                                |
| Wedstrijden op Court Philippe-Chatrier (centercourt) | Wedstrijden op Court Philippe-Chatrier (centercourt) | Wedstrijden op Court Philippe-Chatrier (centercourt) | Wedstrijden op Court Philippe-Chatrier (centercourt) |
| ---------------------------------------------------- | ---------------------------------------------------- | ---------------------------------------------------- | ---------------------------------------------------- |
| Vrouwenenkelspel 1e ronde                            | Petra Kvitová [10]                                   | Danka Kovinić                                        | 6–2, 4–6, 7–5                                        |
| Mannenenkelspel 1e ronde                             | Kei Nishikori [5] vs. Simone Bolelli                 | Kei Nishikori [5] vs. Simone Bolelli                 | 6–1, 7–5, 2–1, gestaakt                              |
| Vrouwenenkelspel 1e ronde                            | Garbiñe Muguruza [4] vs. Anna Karolína Schmiedlová   | Garbiñe Muguruza [4] vs. Anna Karolína Schmiedlová   | Geannuleerd                                          |
| Mannenenkelspel 1e ronde                             | Jérémy Chardy [30] vs. Leonardo Mayer                | Jérémy Chardy [30] vs. Leonardo Mayer                | Geannuleerd                                          |
| Wedstrijden op Court Suzanne-Lenglen (Grandstand)    |                                                      |                                                      |                                                      |
| Mannenenkelspel 1e ronde                             | Benoît Paire [19]                                    | Radu Albot [Q]                                       | 6–2, 4–6, 6–4, 1–6, 6–4                              |
| Vrouwenenkelspel 1e ronde                            | Lucie Šafářová [11]                                  | Vitalia Djatsjenko [PR]                              | 6–0, 6–2                                             |
| Mannenenkelspel 1e ronde                             | Milos Raonic [8] vs. Janko Tipsarević                | Milos Raonic [8] vs. Janko Tipsarević                | Geannuleerd                                          |
| Vrouwenenkelspel 1e ronde                            | Simona Halep [6] vs. Nao Hibino                      | Simona Halep [6] vs. Nao Hibino                      | Geannuleerd                                          |
| Wedstrijden op Court 1                               |                                                      |                                                      |                                                      |
| Mannenenkelspel 1e ronde                             | Nick Kyrgios [17]                                    | Marco Cecchinato                                     | 7–6(8–6), 7–6(8–6), 6–4                              |
| Vrouwenenkelspel 1e ronde                            | Svetlana Koeznetsova [13] vs. Jaroslava Sjvedova     | Svetlana Koeznetsova [13] vs. Jaroslava Sjvedova     | 4–6 6–1 3–1, gestaakt                                |
| Vrouwenenkelspel 1e ronde                            | Karolína Plíšková [17] vs. Shelby Rogers             | Karolína Plíšková [17] vs. Shelby Rogers             | Geannuleerd                                          |
| Mannenenkelspel 1e ronde                             | John Isner [15] vs. John Millman                     | John Isner [15] vs. John Millman                     | Geannuleerd                                          |
| Wedstrijden begonnen om 11:00 uur                    |                                                      |                                                      |                                                      |

### Dag 2 (maandag 23 mei)
De wedstrijden zouden aanvankelijk beginnen om 11:00 MEZT, maar door de aanhoudende regen begonnen de wedstrijden pas om 13:30.
- Speelschema (gearchiveerd)
- Reekshoofden uitgeschakeld:
  - Mannenenkelspel:  Marin Čilić [10],  Steve Johnson [33]
  - Vrouwenenkelspel:  Roberta Vinci [7],  Sara Errani [16],  Karolína Plíšková [17],  Jeļena Ostapenko [32]

| Wedstrijden op de hoofdbanen                         | Wedstrijden op de hoofdbanen                         | Wedstrijden op de hoofdbanen                         | Wedstrijden op de hoofdbanen                         |
| Evenement                                            | Winnaar                                              | Verliezer                                            | Score                                                |
| Wedstrijden op Court Philippe-Chatrier (centercourt) | Wedstrijden op Court Philippe-Chatrier (centercourt) | Wedstrijden op Court Philippe-Chatrier (centercourt) | Wedstrijden op Court Philippe-Chatrier (centercourt) |
| ---------------------------------------------------- | ---------------------------------------------------- | ---------------------------------------------------- | ---------------------------------------------------- |
| Mannenenkelspel 1e ronde                             | Stan Wawrinka [3]                                    | Lukáš Rosol                                          | 4–6, 6–1, 3–6, 6–3, 6–4                              |
| (vervolg bij stand: 6–1, 7–5, 2–1)                   |                                                      |                                                      |                                                      |
| Mannenenkelspel 1e ronde                             | Kei Nishikori [5]                                    | Simone Bolelli                                       | 6–1, 7–5, 6–3                                        |
| Vrouwenenkelspel 1e ronde                            | Agnieszka Radwańska [2]                              | Bojana Jovanovski                                    | 6–2, 6–0                                             |
| Mannenenkelspel 1e ronde                             | Radek Štěpánek [Q] vs. Andy Murray [2]               | Radek Štěpánek [Q] vs. Andy Murray [2]               | 6–3, 6–3, 0–6, 2–4, gestaakt                         |
| Wedstrijden op Court Suzanne-Lenglen (Grandstand)    |                                                      |                                                      |                                                      |
| Vrouwenenkelspel 1e ronde                            | Garbiñe Muguruza [4]                                 | Anna Karolína Schmiedlová                            | 3–6, 6–3, 6–3                                        |
| Mannenenkelspel 1e ronde                             | Gilles Simon [16]                                    | Rogério Dutra Silva                                  | 7–6(7–5), 6–4, 6–2                                   |
| Mannenenkelspel 1e ronde                             | Richard Gasquet [9]                                  | Thomaz Bellucci                                      | 6–1, 6–3, 6–4                                        |
| Vrouwenenkelspel 1e ronde                            | Océane Dodin [WC] vs. Ana Ivanović [14]              | Océane Dodin [WC] vs. Ana Ivanović [14]              | Geannuleerd                                          |
| Wedstrijden op Court 1                               |                                                      |                                                      |                                                      |
| Mannenenkelspel 1e ronde                             | Jérémy Chardy [30]                                   | Leonardo Mayer                                       | 6–4, 3–6, 6–4, 6–2                                   |
| Vrouwenenkelspel 1e ronde                            | Svetlana Koeznetsova [13]                            | Jaroslava Sjvedova                                   | 4–6, 6–1, 6–4                                        |
| Vrouwenenkelspel 1e ronde                            | Caroline Garcia                                      | Lesja Tsoerenko                                      | 7–5, 6–3                                             |
| Mannenenkelspel 1e ronde                             | Lucas Pouille [29] vs. Julien Benneteau              | Lucas Pouille [29] vs. Julien Benneteau              | 6–3, 4–6, 6–4, gestaakt                              |
| Wedstrijden begonnen om 11:00 uur                    |                                                      |                                                      |                                                      |

### Dag 3 (dinsdag 24 mei)
Angelique Kerber werd de vijfde vrouw die na de winst van de Australian Open, in hetzelfde jaar in de 1e ronde van Roland Garros verloor. 
- Speelschema (gearchiveerd)
- Reekshoofden uitgeschakeld:
  - Mannenenkelspel:  Kevin Anderson [18],  Philipp Kohlschreiber [24],  Federico Delbonis [31],  Fabio Fognini [32]
  - Vrouwenenkelspel:  Angelique Kerber [3],  Viktoryja Azarenka [5],  Johanna Konta [20],  Jelena Janković [23],  Monica Niculescu [31]

| Wedstrijden op de hoofdbanen                         | Wedstrijden op de hoofdbanen                         | Wedstrijden op de hoofdbanen                         | Wedstrijden op de hoofdbanen                         |
| Evenement                                            | Winnaar                                              | Verliezer                                            | Score                                                |
| Wedstrijden op Court Philippe-Chatrier (centercourt) | Wedstrijden op Court Philippe-Chatrier (centercourt) | Wedstrijden op Court Philippe-Chatrier (centercourt) | Wedstrijden op Court Philippe-Chatrier (centercourt) |
| ---------------------------------------------------- | ---------------------------------------------------- | ---------------------------------------------------- | ---------------------------------------------------- |
| Vrouwenenkelspel 1e ronde                            | Kiki Bertens                                         | Angelique Kerber [3]                                 | 6–2, 3–6, 6–3                                        |
| (vervolg bij stand: 3–6, 3–6, 6–0, 4–2)              |                                                      |                                                      |                                                      |
| Mannenenkelspel 1e ronde                             | Andy Murray [2]                                      | Radek Štěpánek [Q]                                   | 3–6, 3–6, 6–0, 6–3, 7–5                              |
| Mannenenkelspel 1e ronde                             | Novak Đoković [1]                                    | Lu Yen-hsun                                          | 6–4, 6–1, 6–1                                        |
| Mannenenkelspel 1e ronde                             | Jo-Wilfried Tsonga [6]                               | Jan-Lennard Struff [Q]                               | 6–3, 6–4, 6–4                                        |
| Vrouwenenkelspel 1e ronde                            | Serena Williams [1]                                  | Magdaléna Rybáriková                                 | 6–2, 6–0                                             |
| Wedstrijden op Court Suzanne-Lenglen (Grandstand)    |                                                      |                                                      |                                                      |
| Vrouwenenkelspel 1e ronde                            | Kristina Mladenovic [26]                             | Francesca Schiavone                                  | 6–2, 6–4                                             |
| Mannenenkelspel 1e ronde                             | Rafael Nadal [4]                                     | Samuel Groth                                         | 6–1, 6–1, 6–1                                        |
| Vrouwenenkelspel 1e ronde                            | Ana Ivanović [14]                                    | Océane Dodin [WC]                                    | 6–0, 5–7, 6–2                                        |
| Mannenenkelspel 1e ronde                             | David Ferrer [11]                                    | Jevgeni Donskoj                                      | 6–1, 6–2, 6–0                                        |
| Wedstrijden op Court 1                               |                                                      |                                                      |                                                      |
| Mannenenkelspel 1e ronde                             | Tomáš Berdych [7]                                    | Vasek Pospisil                                       | 6–3, 6–2, 6–1                                        |
| (vervolg bij stand: 6–3, 4–6, 6–4)                   |                                                      |                                                      |                                                      |
| Mannenenkelspel 1e ronde                             | Lucas Pouille [29]                                   | Julien Benneteau [WC]                                | 6–3, 4–6, 6–4, 7–6(7–4)                              |
| Vrouwenenkelspel 1e ronde                            | Venus Williams [9]                                   | Anett Kontaveit                                      | 7–6(7–5), 7–6(7–4)                                   |
| Vrouwenenkelspel 1e ronde                            | Karin Knapp                                          | Viktoryja Azarenka [5]                               | 6–3, 6–7(6–8), 4–0, opgave                           |
| Mannenenkelspel 1e ronde                             | David Goffin [12]                                    | Grégoire Barrère [WC]                                | 6–3, 6–3, 6–4                                        |
| Wedstrijden begonnen om 11:00 uur                    |                                                      |                                                      |                                                      |

### Dag 4 (woensdag 25 mei)
- Speelschema (gearchiveerd)
- Reekshoofden uitgeschakeld:
  - Mannenenkelspel:  Benoît Paire [19],  Lucas Pouille [29]
  - Vrouwenenkelspel:  Jekaterina Makarova [27]
  - Mannendubbelspel:  Juan Sebastián Cabal /  Robert Farah [13]
  - Vrouwendubbelspel:  Anabel Medina Garrigues /  Arantxa Parra Santonja [13]

| Wedstrijden op de hoofdbanen                         | Wedstrijden op de hoofdbanen                         | Wedstrijden op de hoofdbanen                         | Wedstrijden op de hoofdbanen                         |
| Evenement                                            | Winnaar                                              | Verliezer                                            | Score                                                |
| Wedstrijden op Court Philippe-Chatrier (centercourt) | Wedstrijden op Court Philippe-Chatrier (centercourt) | Wedstrijden op Court Philippe-Chatrier (centercourt) | Wedstrijden op Court Philippe-Chatrier (centercourt) |
| ---------------------------------------------------- | ---------------------------------------------------- | ---------------------------------------------------- | ---------------------------------------------------- |
| Vrouwenenkelspel 2e ronde                            | Simona Halep [6]                                     | Zarina Diyas                                         | 7–6(7–5), 6–2                                        |
| Vrouwenenkelspel 2e ronde                            | Garbiñe Muguruza [4]                                 | Myrtille Georges [WC]                                | 6–2, 6–0                                             |
| Mannenenkelspel 2e ronde                             | Andy Murray [2]                                      | Mathias Bourgue [WC]                                 | 6–2, 2–6, 4–6, 6–2, 6–3                              |
| Mannenenkelspel 2e ronde                             | Milos Raonic [8]                                     | Adrian Mannarino                                     | 6–1, 7–6(7–0), 6–1                                   |
| Wedstrijden op Court Suzanne-Lenglen (Grandstand)    |                                                      |                                                      |                                                      |
| Vrouwenenkelspel 2e ronde                            | Petra Kvitová [10]                                   | Hsieh Su-wei                                         | 6–4, 6–1                                             |
| Mannenenkelspel 2e ronde                             | Stan Wawrinka [3]                                    | Taro Daniel                                          | 7–6(9–7), 6–3, 6–4                                   |
| Mannenenkelspel 2e ronde                             | Richard Gasquet [9]                                  | Bjorn Fratangelo [WC]                                | 6–1, 7–6(7–3), 6–3                                   |
| Vrouwenenkelspel 2e ronde                            | Agnieszka Radwańska [2]                              | Caroline Garcia                                      | 6–2, 6–4                                             |
| Wedstrijden op Court 1                               |                                                      |                                                      |                                                      |
| Mannenenkelspel 2e ronde                             | Kei Nishikori [5]                                    | Andrej Koeznetsov                                    | 6–3, 6–3, 6–3                                        |
| Vrouwenenkelspel 2e ronde                            | Lucie Šafářová [11]                                  | Viktorija Golubic [Q]                                | 6–2, 6–2                                             |
| Mannenenkelspel 2e ronde                             | Gilles Simon [16]                                    | Guido Pella                                          | 4–6, 1–6, 7–5, 7–6(7–4), 6–4                         |
| Vrouwenenkelspel 2e ronde                            | Sloane Stephens [19]                                 | Verónica Cepede Royg [Q]                             | 7–6(7–0), 6–1                                        |
| Wedstrijden begonnen om 11:00 uur                    |                                                      |                                                      |                                                      |

### Dag 5 (donderdag 26 mei)
- Speelschema (gearchiveerd)
- Reekshoofden uitgeschakeld:
  - Mannenenkelspel:  Bernard Tomic [20],  João Sousa [26]
  - Vrouwenenkelspel:  Andrea Petković [28]
  - Mannendubbelspel:  Raven Klaasen /  Rajeev Ram [8]
  - Vrouwendubbelspel:  Bethanie Mattek-Sands /  Lucie Šafářová [2],  Lara Arruabarrena /  Sara Errani [12],  Vania King /  Alla Koedrjavtseva [15],  Chuang Chia-jung /  Hsieh Su-wei [16]

| Wedstrijden op de hoofdbanen                         | Wedstrijden op de hoofdbanen                         | Wedstrijden op de hoofdbanen                         | Wedstrijden op de hoofdbanen                         |
| Evenement                                            | Winnaar                                              | Verliezer                                            | Score                                                |
| Wedstrijden op Court Philippe-Chatrier (centercourt) | Wedstrijden op Court Philippe-Chatrier (centercourt) | Wedstrijden op Court Philippe-Chatrier (centercourt) | Wedstrijden op Court Philippe-Chatrier (centercourt) |
| ---------------------------------------------------- | ---------------------------------------------------- | ---------------------------------------------------- | ---------------------------------------------------- |
| Vrouwenenkelspel 2e ronde                            | Timea Bacsinszky [8]                                 | Eugenie Bouchard                                     | 6–4, 6–4                                             |
| Mannenenkelspel 2e ronde                             | Rafael Nadal [4]                                     | Facundo Bagnis                                       | 6–3, 6–0, 6–3                                        |
| Mannenenkelspel 2e ronde                             | Jo-Wilfried Tsonga [6]                               | Marcos Baghdatis                                     | 6–7(6–8), 3–6, 6–3, 6–2, 6–2                         |
| Vrouwenenkelspel 2e ronde                            | Kristina Mladenovic [26]                             | Tímea Babos                                          | 6–4, 6–3                                             |
| Wedstrijden op Court Suzanne-Lenglen (Grandstand)    |                                                      |                                                      |                                                      |
| Mannenenkelspel 2e ronde                             | Tomáš Berdych [7]                                    | Malek Jaziri                                         | 6–1, 2–6, 6–2, 6–4                                   |
| Mannenenkelspel 2e ronde                             | Novak Đoković [1]                                    | Steve Darcis [Q]                                     | 7–5, 6–3, 6–4                                        |
| Vrouwenenkelspel 2e ronde                            | Serena Williams [1]                                  | Teliana Pereira                                      | 6–2, 6–1                                             |
| Vrouwenenkelspel 2e ronde                            | Venus Williams [9]                                   | Louisa Chirico [Q]                                   | 6–2, 6–1                                             |
| Wedstrijden op Court 1                               |                                                      |                                                      |                                                      |
| Vrouwenenkelspel 2e ronde                            | Ana Ivanović [14]                                    | Kurumi Nara                                          | 7–5, 6–1                                             |
| Startte niet voor 12:00 uur                          |                                                      |                                                      |                                                      |
| Mannenenkelspel 2e ronde                             | Roberto Bautista Agut [14]                           | Paul-Henri Mathieu                                   | 7–6(7–5), 6–4, 6–1                                   |
| Vrouwenenkelspel 2e ronde                            | Darja Kasatkina [29]                                 | Virginie Razzano [WC]                                | 3–6, 6–1, 6–3                                        |
| Mannenenkelspel 2e ronde                             | David Ferrer [11]                                    | Juan Mónaco                                          | 6–7(4–7), 6–3, 6–4, 6–2                              |
| Wedstrijden begonnen om 11:00 uur                    |                                                      |                                                      |                                                      |

### Dag 6 (vrijdag 27 mei)
- Speelschema (gearchiveerd)
- Reekshoofden uitgeschakeld:
  - Mannenenkelspel:  Rafael Nadal [4] (trok zich terug vanwege een polsblessure),  Gilles Simon [16],  Nick Kyrgios [17],  Jack Sock [23],  Ivo Karlović [27],  Jérémy Chardy [30]
  - Vrouwenenkelspel:  Petra Kvitová [10],  Lucie Šafářová [11],  Sloane Stephens [19],  Anastasija Pavljoetsjenkova [24],  Barbora Strýcová [30]
  - Mannendubbelspel:  Jean-Julien Rojer /  Horia Tecău [2],  Henri Kontinen /  John Peers [11]
  - Vrouwendubbelspel:  Raquel Atawo /  Abigail Spears [8]

| Wedstrijden op de hoofdbanen                         | Wedstrijden op de hoofdbanen                         | Wedstrijden op de hoofdbanen                         | Wedstrijden op de hoofdbanen                         |
| Evenement                                            | Winnaar                                              | Verliezer                                            | Score                                                |
| Wedstrijden op Court Philippe-Chatrier (centercourt) | Wedstrijden op Court Philippe-Chatrier (centercourt) | Wedstrijden op Court Philippe-Chatrier (centercourt) | Wedstrijden op Court Philippe-Chatrier (centercourt) |
| ---------------------------------------------------- | ---------------------------------------------------- | ---------------------------------------------------- | ---------------------------------------------------- |
| Vrouwenenkelspel 3e ronde                            | Garbiñe Muguruza [4]                                 | Yanina Wickmayer                                     | 6–3, 6–0                                             |
| Vrouwenenkelspel 3e ronde                            | Samantha Stosur [21]                                 | Lucie Šafářová [11]                                  | 6–3, 6–7(0–7), 7–5                                   |
| Mannenenkelspel 3e ronde                             | Richard Gasquet [9]                                  | Nick Kyrgios [17]                                    | 6–2, 7–6(9–7), 6–2                                   |
| Mannenenkelspel 3e ronde                             | Stan Wawrinka [3]                                    | Jérémy Chardy [30]                                   | 6–4, 6–3, 7–5                                        |
| Wedstrijden op Court Suzanne-Lenglen (Grandstand)    |                                                      |                                                      |                                                      |
| Vrouwenenkelspel 3e ronde                            | Simona Halep [6]                                     | Naomi Osaka                                          | 4–6, 6–2, 6–3                                        |
| Mannenenkelspel 3e ronde                             | Andy Murray [2]                                      | Ivo Karlović [27]                                    | 6–1, 6–4, 7–6(7–3)                                   |
| Vrouwenenkelspel 3e ronde                            | Agnieszka Radwańska [2]                              | Barbora Strýcová [30]                                | 6–2, 6–7(6–8), 6–2                                   |
| Mannenenkelspel 3e ronde                             | Viktor Troicki [22]                                  | Gilles Simon [16]                                    | 6–4, 6–2, 6–2                                        |
| Wedstrijden op Court 1                               |                                                      |                                                      |                                                      |
| Mannenenkelspel 3e ronde                             | Milos Raonic [8]                                     | Andrej Martin [LL]                                   | 7–6(7–4), 6–2, 6–3                                   |
| Mannenenkelspel 3e ronde                             | Kei Nishikori [5]                                    | Fernando Verdasco                                    | 6–3, 6–4, 3–6, 2–6, 6–4                              |
| Vrouwenenkelspel 3e ronde                            | Tsvetana Pironkova                                   | Sloane Stephens [19]                                 | 6–2, 6–1                                             |
| Vrouwendubbelspel 2e ronde                           | Martina Hingis [1] Sania Mirza [1]                   | Nao Hibino Eri Hozumi                                | 6–2, 6–0                                             |
| Wedstrijden begonnen om 11:00 uur                    |                                                      |                                                      |                                                      |

### Dag 7 (zaterdag 28 mei)
- Speelschema (gearchiveerd)
- Reekshoofden uitgeschakeld:
  - Mannenenkelspel:  Jo-Wilfried Tsonga [6],  Feliciano López [21],  Pablo Cuevas [25]
  - Vrouwenenkelspel:  Ana Ivanović [14],  Dominika Cibulková [22],  Kristina Mladenovic [26],  Darja Kasatkina [29]
  - Mannendubbelspel:  Vasek Pospisil /  Jack Sock [7]
  - Gemengd dubbelspel:  Jaroslava Sjvedova /  Florin Mergea [4]

| Wedstrijden op de hoofdbanen                         | Wedstrijden op de hoofdbanen                         | Wedstrijden op de hoofdbanen                         | Wedstrijden op de hoofdbanen                         |
| Evenement                                            | Winnaar                                              | Verliezer                                            | Score                                                |
| Wedstrijden op Court Philippe-Chatrier (centercourt) | Wedstrijden op Court Philippe-Chatrier (centercourt) | Wedstrijden op Court Philippe-Chatrier (centercourt) | Wedstrijden op Court Philippe-Chatrier (centercourt) |
| ---------------------------------------------------- | ---------------------------------------------------- | ---------------------------------------------------- | ---------------------------------------------------- |
| Vrouwenenkelspel 3e ronde                            | Timea Bacsinszky [8]                                 | Pauline Parmentier                                   | 6–4, 6–2                                             |
| Vrouwenenkelspel 3e ronde                            | Serena Williams [1]                                  | Kristina Mladenovic [26]                             | 6–4, 7–6(12–10)                                      |
| Mannenenkelspel 3e ronde                             | Ernests Gulbis                                       | Jo-Wilfried Tsonga [6]                               | 2–5, opgave                                          |
| Startte niet voor 19:15 uur                          |                                                      |                                                      |                                                      |
| Mannenenkelspel 3e ronde                             | Novak Đoković [1]                                    | Aljaž Bedene                                         | 6–2, 6–3, 6–3                                        |
| Wedstrijden op Court Suzanne-Lenglen (Grandstand)    |                                                      |                                                      |                                                      |
| Mannenenkelspel 3e ronde                             | Dominic Thiem [13]                                   | Alexander Zverev                                     | 6–7(4–7), 6–3, 6–3, 6–3                              |
| Vrouwenenkelspel 3e ronde                            | Venus Williams [9]                                   | Alizé Cornet                                         | 7–6(7–5), 1–6, 6–0                                   |
| Startte niet voor 19:35 uur                          |                                                      |                                                      |                                                      |
| Gemengd dubbelspel 1e ronde                          | Kristina Mladenovic [3] Pierre-Hugues Herbert [3]    | Arantxa Parra Santonja Mate Pavić                    | 6–3, 6–4                                             |
| Wedstrijden op Court 1                               |                                                      |                                                      |                                                      |
| Vrouwenenkelspel 3e ronde                            | Elina Svitolina [18]                                 | Ana Ivanović [14]                                    | 6–4, 6–4                                             |
| Mannenenkelspel 3e ronde                             | David Ferrer [11]                                    | Feliciano López [21]                                 | 6–4, 7–6(8–6), 6–1                                   |
| Mannenenkelspel 3e ronde                             | Tomáš Berdych [7]                                    | Pablo Cuevas [25]                                    | 4–6, 6–3, 6–2, 7–5                                   |
| Wedstrijden begonnen om 11:00 uur                    |                                                      |                                                      |                                                      |

### Dag 8 (zondag 29 mei)
- Speelschema (gearchiveerd)
- Reekshoofden uitgeschakeld:
  - Mannenenkelspel:  Kei Nishikori [5],  Milos Raonic [8],  John Isner [15],  Viktor Troicki [22]
  - Vrouwenenkelspel:  Svetlana Koeznetsova [13],  Irina-Camelia Begu [25]
  - Mannendubbelspel:  Jamie Murray /  Bruno Soares [4],  Treat Huey /  Maks Mirni [10],  Radek Štěpánek /  Nenad Zimonjić [12],  Daniel Nestor /  Aisam-ul-Haq Qureshi [14]
  - Vrouwendubbelspel:  Martina Hingis /  Sania Mirza [1],  Tímea Babos /  Jaroslava Sjvedova [4],  Julia Görges /  Karolína Plíšková [10],  Andreja Klepač /  Katarina Srebotnik [11]

| Wedstrijden op de hoofdbanen                         | Wedstrijden op de hoofdbanen                         | Wedstrijden op de hoofdbanen                         | Wedstrijden op de hoofdbanen                         |
| Evenement                                            | Winnaar                                              | Verliezer                                            | Score                                                |
| Wedstrijden op Court Philippe-Chatrier (centercourt) | Wedstrijden op Court Philippe-Chatrier (centercourt) | Wedstrijden op Court Philippe-Chatrier (centercourt) | Wedstrijden op Court Philippe-Chatrier (centercourt) |
| ---------------------------------------------------- | ---------------------------------------------------- | ---------------------------------------------------- | ---------------------------------------------------- |
| Vrouwenenkelspel 4e ronde                            | Garbiñe Muguruza [4]                                 | Svetlana Koeznetsova [13]                            | 6–3, 6–4                                             |
| Mannenenkelspel 4e ronde                             | Stan Wawrinka [3]                                    | Viktor Troicki [22]                                  | 7–6(7–5), 6–7(7–9), 6–3, 6–2                         |
| Mannenenkelspel 4e ronde                             | Richard Gasquet [9]                                  | Kei Nishikori [5]                                    | 6–4, 6–2, 4–6, 6–2                                   |
| Wedstrijden op Court Suzanne-Lenglen (Grandstand)    |                                                      |                                                      |                                                      |
| Mannenenkelspel 4e ronde                             | Albert Ramos Viñolas                                 | Milos Raonic [8]                                     | 6–2, 6–4, 6–4                                        |
| Vrouwenenkelspel 4e ronde                            | Shelby Rogers                                        | Irina-Camelia Begu [25]                              | 6–3, 6–4                                             |
| Mannenenkelspel 4e ronde                             | Andy Murray [2]                                      | John Isner [15]                                      | 7–6(11–9), 6–4, 6–3                                  |
| Vrouwenenkelspel 4e ronde                            | Agnieszka Radwańska [2] vs. Tsvetana Pironkova       | Agnieszka Radwańska [2] vs. Tsvetana Pironkova       | 6–2, 3–0, gestaakt                                   |
| Wedstrijden op Court 1                               |                                                      |                                                      |                                                      |
| Vrouwendubbelspel 3e ronde                           | Xu Yifan [9] Zheng Saisai [9]                        | Aleksandra Krunić Mirjana Lučić-Baroni               | 7–5, 7–5                                             |
| Mannendubbelspel 3e ronde                            | Bob Bryan [5] Mike Bryan [5]                         | Radek Štěpánek [12] Nenad Zimonjić [12]              | 4–6, 7–6(8–6), 6–3                                   |
| Mannendubbelspel 3e ronde                            | Julien Benneteau [WC] Édouard Roger-Vasselin [WC]    | Treat Huey [10] Maks Mirni [10]                      | 6–4, 6–4                                             |
| Vrouwendubbelspel 3e ronde                           | Barbora Krejčíková Kateřina Siniaková                | Martina Hingis [1] Sania Mirza [1]                   | 6–3, 6–2                                             |
| Vrouwenenkelspel 4e ronde                            | Simona Halep [6] vs. Samantha Stosur [21]            | Simona Halep [6] vs. Samantha Stosur [21]            | 5–3, gestaakt                                        |
| Wedstrijden begonnen om 11:00 uur                    |                                                      |                                                      |                                                      |

### Dag 9 (maandag 30 mei)
Alle geplande wedstrijden voor de dag werden verstoord door aanhoudend onvriendelijk weer en het spel werd afgelast (voor het eerst in zestien jaar).
- Speelschema (gearchiveerd)

### Dag 10 (dinsdag 31 mei)
Slechts twee onvoltooide wedstrijden werden uitgespeeld, vanwege aanhoudende regenval. 
- Speelschema (gearchiveerd)
- Reekshoofden uitgeschakeld:
  - Vrouwenenkelspel:  Agnieszka Radwańska [2],  Simona Halep [6]

| Wedstrijden op de hoofdbanen                      | Wedstrijden op de hoofdbanen                      | Wedstrijden op de hoofdbanen                      | Wedstrijden op de hoofdbanen                      |
| Evenement                                         | Winnaar                                           | Verliezer                                         | Score                                             |
| Wedstrijden op Court Suzanne-Lenglen (Grandstand) | Wedstrijden op Court Suzanne-Lenglen (Grandstand) | Wedstrijden op Court Suzanne-Lenglen (Grandstand) | Wedstrijden op Court Suzanne-Lenglen (Grandstand) |
| ------------------------------------------------- | ------------------------------------------------- | ------------------------------------------------- | ------------------------------------------------- |
| (vervolg bij stand: 2–6, 0–3)                     |                                                   |                                                   |                                                   |
| Vrouwenenkelspel 4e ronde                         | Tsvetana Pironkova                                | Agnieszka Radwańska [2]                           | 2–6, 6–3, 6–3                                     |
| Wedstrijden op Court 1                            |                                                   |                                                   |                                                   |
| (vervolg bij stand: 3–5)                          |                                                   |                                                   |                                                   |
| Vrouwenenkelspel 4e ronde                         | Samantha Stosur [21]                              | Simona Halep [6]                                  | 7–6(7–0), 6–3                                     |
| Wedstrijden begonnen om 11:00 uur                 |                                                   |                                                   |                                                   |

### Dag 11 (woensdag 1 juni)
- Speelschema (gearchiveerd)
- Reekshoofden uitgeschakeld:
  - Mannenenkelspel:  Richard Gasquet [9],  David Ferrer [11],  Roberto Bautista Agut [14]
  - Vrouwenenkelspel:  Venus Williams [9],  Carla Suárez Navarro [12],  Madison Keys [15],  Elina Svitolina [18]
  - Mannendubbelspel:  Pierre-Hugues Herbert /  Nicolas Mahut [1],  Rohan Bopanna /  Florin Mergea [6],  Marcin Matkowski /  Leander Paes [16]
  - Vrouwendubbelspel:  Chan Hao-ching /  Chan Yung-jan [3],  Andrea Hlaváčková /  Lucie Hradecká [6],  Xu Yifan /  Zheng Saisai [9]
  - Gemengd dubbelspel:  Chan Hao-ching /  Jamie Murray [1],  Coco Vandeweghe /  Bob Bryan [8]

| Wedstrijden op de hoofdbanen                         | Wedstrijden op de hoofdbanen                         | Wedstrijden op de hoofdbanen                         | Wedstrijden op de hoofdbanen                         |
| Evenement                                            | Winnaar                                              | Verliezer                                            | Score                                                |
| Wedstrijden op Court Philippe-Chatrier (centercourt) | Wedstrijden op Court Philippe-Chatrier (centercourt) | Wedstrijden op Court Philippe-Chatrier (centercourt) | Wedstrijden op Court Philippe-Chatrier (centercourt) |
| ---------------------------------------------------- | ---------------------------------------------------- | ---------------------------------------------------- | ---------------------------------------------------- |
| Vrouwenenkelspel 4e ronde                            | Serena Williams [1]                                  | Elina Svitolina [18]                                 | 6–1, 6–1                                             |
| Mannenenkelspel 4e ronde                             | Novak Đoković [1]                                    | Roberto Bautista Agut [14]                           | 3–6, 6–4, 6–1, 7–5                                   |
| Startte niet voor 14:00 uur                          |                                                      |                                                      |                                                      |
| Mannenenkelspel kwartfinale                          | Andy Murray [2]                                      | Richard Gasquet [9]                                  | 5–7, 7–6(7–3), 6–0, 6–2                              |
| Vrouwenenkelspel kwartfinale                         | Samantha Stosur [21]                                 | Tsvetana Pironkova                                   | 6–4, 7–6(8–6)                                        |
| Wedstrijden op Court Suzanne-Lenglen (Grandstand)    |                                                      |                                                      |                                                      |
| Vrouwenenkelspel 4e ronde                            | Timea Bacsinszky [8]                                 | Venus Williams [9]                                   | 6–2, 6–4                                             |
| Mannenenkelspel 4e ronde                             | Tomáš Berdych [7]                                    | David Ferrer [11]                                    | 6–3, 7–5, 6–3                                        |
| Startte niet voor 14:00 uur                          |                                                      |                                                      |                                                      |
| Mannenenkelspel kwartfinale                          | Stan Wawrinka [3]                                    | Albert Ramos Viñolas                                 | 6–2, 6–1, 7–6(9–7)                                   |
| Vrouwenenkelspel kwartfinale                         | Garbiñe Muguruza [4]                                 | Shelby Rogers                                        | 7–5, 6–3                                             |
| Wedstrijden op Court 1                               |                                                      |                                                      |                                                      |
| Vrouwenenkelspel 4e ronde                            | Kiki Bertens                                         | Madison Keys [15]                                    | 7–6(7–4), 6–3                                        |
| Mannenenkelspel 4e ronde                             | David Goffin [12]                                    | Ernests Gulbis                                       | 4–6, 6–2, 6–2, 6–3                                   |
| Gemengd dubbelspel 2e ronde                          | Sania Mirza [2] Ivan Dodig [2]                       | Alizé Cornet [WC] Jonathan Eysseric [WC]             | 6–7(6–8), 6–4, [10–8]                                |
| Mannenlegendes −45 dubbelspel round-robin            | Juan Carlos Ferrero Carlos Moyá                      | Arnaud Clément Nicolas Escudé                        | 6–2, 7–6(7–5)                                        |
| Mannenlegendes 45+ dubbelspel round-robin            | Pat Cash John McEnroe                                | Arnaud Boetsch Henri Leconte                         | 6–4, 6–2                                             |
| Wedstrijden begonnen om 11:00 uur                    |                                                      |                                                      |                                                      |

### Dag 12 (donderdag 2 juni)
- Speelschema (gearchiveerd)
- Reekshoofden uitgeschakeld:
  - Mannenenkelspel:  Tomáš Berdych [7],  David Goffin [12]
  - Vrouwenenkelspel:  Timea Bacsinszky [8]
  - Gemengd dubbelspel:  Kristina Mladenovic /  Pierre-Hugues Herbert [3],  Jelena Vesnina /  Bruno Soares [5],  Andrea Hlaváčková /  Édouard Roger-Vasselin [6],  Chan Yung-jan /  Maks Mirni [7]

| Wedstrijden op de hoofdbanen                                                                      | Wedstrijden op de hoofdbanen                         | Wedstrijden op de hoofdbanen                         | Wedstrijden op de hoofdbanen                         |
| Evenement                                                                                         | Winnaar                                              | Verliezer                                            | Score                                                |
| Wedstrijden op Court Philippe-Chatrier (centercourt)                                              | Wedstrijden op Court Philippe-Chatrier (centercourt) | Wedstrijden op Court Philippe-Chatrier (centercourt) | Wedstrijden op Court Philippe-Chatrier (centercourt) |
| ------------------------------------------------------------------------------------------------- | ---------------------------------------------------- | ---------------------------------------------------- | ---------------------------------------------------- |
| Mannenenkelspel kwartfinale                                                                       | Novak Đoković [1]                                    | Tomáš Berdych [7]                                    | 6–3, 7–5, 6–3                                        |
| Startte niet voor 15:00 uur                                                                       |                                                      |                                                      |                                                      |
| Vrouwenenkelspel kwartfinale                                                                      | Serena Williams [1]                                  | Joelija Poetintseva                                  | 5–7, 6–4, 6–1                                        |
| Gemengd dubbelspel halve finale                                                                   | Martina Hingis Leander Paes                          | Andrea Hlaváčková [6] Édouard Roger-Vasselin [6]     | 6–3, 3–6, [10–7]                                     |
| Wedstrijden op Court Suzanne-Lenglen (Grandstand)                                                 |                                                      |                                                      |                                                      |
| Mannenenkelspel kwartfinale                                                                       | Dominic Thiem [13]                                   | David Goffin [12]                                    | 4–6, 7–6(9–7), 6–4, 6–1                              |
| Startte niet voor 15:00 uur                                                                       |                                                      |                                                      |                                                      |
| Vrouwenenkelspel kwartfinale                                                                      | Kiki Bertens                                         | Timea Bacsinszky [8]                                 | 7–5, 6–2                                             |
| Gemengd dubbelspel halve finale                                                                   | Sania Mirza [2] Ivan Dodig [2]                       | Kristina Mladenovic [3] Pierre-Hugues Herbert [3]    | 4–6, 6–3, [12–10]                                    |
| Wedstrijden op Court 1                                                                            |                                                      |                                                      |                                                      |
| Mannendubbelspel kwartfinale                                                                      | Feliciano López [15] Marc López [15]                 | Julien Benneteau [WC] Édouard Roger-Vasselin [WC]    | 3–6, 6–4, 7–6(9–7)                                   |
| Gemengd dubbelspel kwartfinale                                                                    | Martina Hingis Leander Paes                          | Jelena Vesnina [5] Bruno Soares [5]                  | 6–4, 6–3                                             |
| Mannenlegendes dubbelspel 45+ round-robin                                                         | Sergi Bruguera Goran Ivanišević                      | Arnaud Boetsch Henri Leconte                         | 6–3, 6–3                                             |
| Mannenlegendes dubbelspel 45+ round-robin                                                         | Yannick Noah Cédric Pioline                          | Mikael Pernfors Mats Wilander                        | 6–4, 6–4                                             |
| Wedstrijden begonnen om 11:00 uur (13:00 uur op Court Philippe-Chatrier en Court Suzanne-Lenglen) |                                                      |                                                      |                                                      |

### Dag 13 (vrijdag 3 juni)
Titelverdediger Stan Wawrinka verloor van Andy Murray in de halve-finale en eindigde daarmee de 12-wedstrijd winning streak op Roland Garros van Wawrinka. Murray werd de 10de mannelijke speler in de open era die alle op alle vier van de grandslamtoernooien de halve finale heeft behaald. Martina Hingis en Leander Paes wonnen de gemengd dubbelspel titel, en werden het derde team in de geschiedenis die een career grand slam in het gemengd dubbelspel voltooide. Bovendien won Paes een recordaantal van 10 gemengd dubbel grandslamtitels in de open era en hij was bovendien de aller tijden recordhouder Owen Davidson met 1 titel verschil genaderd. Hingis werd de vierde vrouw in open era en zevende aller tijden, die de career grand slam in het gemengd dubbelspel voltooide.
- Speelschema (gearchiveerd)
- Reekshoofden uitgeschakeld:
  - Mannenenkelspel:  Stan Wawrinka [3],  Dominic Thiem [13]
  - Vrouwenenkelspel:  Samantha Stosur [21]
  - Mannendubbelspel:  Ivan Dodig /  Marcelo Melo [3],  Łukasz Kubot /  Alexander Peya [9]
  - Gemengd dubbelspel:  Sania Mirza /  Ivan Dodig [2]

| Wedstrijden op de hoofdbanen                                                                      | Wedstrijden op de hoofdbanen                         | Wedstrijden op de hoofdbanen                         | Wedstrijden op de hoofdbanen                         |
| Evenement                                                                                         | Winnaar                                              | Verliezer                                            | Score                                                |
| Wedstrijden op Court Philippe-Chatrier (centercourt)                                              | Wedstrijden op Court Philippe-Chatrier (centercourt) | Wedstrijden op Court Philippe-Chatrier (centercourt) | Wedstrijden op Court Philippe-Chatrier (centercourt) |
| ------------------------------------------------------------------------------------------------- | ---------------------------------------------------- | ---------------------------------------------------- | ---------------------------------------------------- |
| Vrouwenenkelspel halve finale                                                                     | Serena Williams [1]                                  | Kiki Bertens                                         | 7–6(9–7), 6–4                                        |
| Startte niet voor 15:00 uur                                                                       |                                                      |                                                      |                                                      |
| Mannenenkelspel halve finale                                                                      | Andy Murray [2]                                      | Stan Wawrinka [3]                                    | 6–4, 6–2, 4–6, 6–2                                   |
| Gemengd dubbelspel finale                                                                         | Martina Hingis Leander Paes                          | Sania Mirza [2] Ivan Dodig [2]                       | 6–4, 4–6, [10–8]                                     |
| Wedstrijden op Court Suzanne-Lenglen (Grandstand)                                                 |                                                      |                                                      |                                                      |
| Vrouwenenkelspel halve finale                                                                     | Garbiñe Muguruza [4]                                 | Samantha Stosur [21]                                 | 6–2, 6–4                                             |
| Startte niet voor 15:00 uur                                                                       |                                                      |                                                      |                                                      |
| Mannenenkelspel halve finale                                                                      | Novak Đoković [1]                                    | Dominic Thiem [13]                                   | 6–2, 6–1, 6–4                                        |
| Vrouwendubbelspel halve finale                                                                    | Caroline Garcia [5] Kristina Mladenovic [5]          | Margarita Gasparjan Svetlana Koeznetsova             | 6–4, 4–6, 6–3                                        |
| Wedstrijden op Court 1                                                                            |                                                      |                                                      |                                                      |
| Vrouwendubbelspel halve finale                                                                    | Jekaterina Makarova [7] Jelena Vesnina [7]           | Barbora Krejčíková Kateřina Siniaková                | 6–4, 6–2                                             |
| Startte niet voor 13:00 uur                                                                       |                                                      |                                                      |                                                      |
| Mannendubbelspel halve finale                                                                     | Feliciano López [15] Marc López [15]                 | Ivan Dodig [3] Marcelo Melo [3]                      | 6–2, 3–6, 7–5                                        |
| Mannendubbelspel halve finale                                                                     | Bob Bryan [5] Mike Bryan [5]                         | Łukasz Kubot [9] Alexander Peya [9]                  | 7–5, 6–1                                             |
| Wedstrijden begonnen om 11:00 uur (13:00 uur op Court Philippe-Chatrier en Court Suzanne-Lenglen) |                                                      |                                                      |                                                      |

### Dag 14 (zaterdag 4 juni)
Garbiñe Muguruza versloeg verdedigend kampioen Serena Williams in twee sets en won haar eerste grandslamtoernooi. Muguruza werd de eerste Spaanse vrouw die een grandslamtoernooi won, sinds Arantxa Sánchez in 1998. Het Spaande dubbelteam Feliciano López en Marc López versloegen de "Bryan brothers" in de mannendubbelspel finale en wonnen daarmee beiden hun eerste grandslamtitel.
- Speelschema (gearchiveerd)
- Reekshoofden uitgeschakeld:
  - Vrouwenenkelspel:  Serena Williams [1]
  - Mannendubbelspel:  Bob Bryan /  Mike Bryan [5]

| Wedstrijden op de hoofdbanen                                             | Wedstrijden op de hoofdbanen                         | Wedstrijden op de hoofdbanen                         | Wedstrijden op de hoofdbanen                         |
| Evenement                                                                | Winnaar                                              | Verliezer                                            | Score                                                |
| Wedstrijden op Court Philippe-Chatrier (centercourt)                     | Wedstrijden op Court Philippe-Chatrier (centercourt) | Wedstrijden op Court Philippe-Chatrier (centercourt) | Wedstrijden op Court Philippe-Chatrier (centercourt) |
| ------------------------------------------------------------------------ | ---------------------------------------------------- | ---------------------------------------------------- | ---------------------------------------------------- |
| Vrouwenenkelspel finale                                                  | Garbiñe Muguruza [4]                                 | Serena Williams [1]                                  | 7–5, 6–4                                             |
| Mannendubbelspel finale                                                  | Feliciano López [15] Marc López [15]                 | Bob Bryan [5] Mike Bryan [5]                         | 6–4, 6–7(6–8), 6–3                                   |
| Wedstrijden op Court Suzanne-Lenglen (Grandstand)                        |                                                      |                                                      |                                                      |
| Vrouwenlegendes dubbelspel finale                                        | Lindsay Davenport Martina Navrátilová                | Conchita Martínez Nathalie Tauziat                   | 6–3, 6–2                                             |
| Mannenlegendes 45+ dubbelspel round-robin                                | Yannick Noah Cédric Pioline                          | Mansour Bahrami Richard Krajicek                     | 7–6(7–5), 2–6, [10–8]                                |
| Mannenlegendes −45 dubbelspel round-robin                                | Thomas Enqvist Magnus Norman                         | Jevgeni Kafelnikov Andrej Medvedev                   | 4–6, 6–3, [13–11]                                    |
| Wedstrijden op Court 1                                                   |                                                      |                                                      |                                                      |
| Meisjesenkelspel halve finale                                            | Rebeka Masarova [12]                                 | Olesja Pervoesjina [1]                               | 7–6(7–5), 6–2                                        |
| Meisjesenkelspel halve finale                                            | Amanda Anisimova [2]                                 | Anastasija Potapova [4]                              | 7–6(8–6), 6–2                                        |
| Jongensenkelspel halve finale                                            | Geoffrey Blancaneaux                                 | Denis Shapovalov [5]                                 | 6–7(4–7), 7–5, 6–3                                   |
| Meisjesdubbelspel halve finale                                           | Olesja Pervoesjina [1] Anastasija Potapova [1]       | Tatiana Pieri Lucrezia Stefanini                     | 6–3, 6–1                                             |
| Wedstrijden begonnen om 11:00 uur (15:00 uur op Court Philippe-Chatrier) |                                                      |                                                      |                                                      |

### Dag 15 (zondag 5 juni)
Novak Đoković versloeg Andy Murray in vier sets en completeerde daarmee de career Grand Slam. Novak Đoković was de eerste mannelijke speler sinds Rod Laver in 1969, die alle vier de grandslamtoernooien achter elkaar gewonnen had. 
- Speelschema (gearchiveerd)
- Reekshoofden uitgeschakeld:
  - Mannenenkelspel:  Andy Murray [2]
  - Vrouwendubbelspel:  Jekaterina Makarova /  Jelena Vesnina [7]

| Wedstrijden op de hoofdbanen                                             | Wedstrijden op de hoofdbanen                         | Wedstrijden op de hoofdbanen                         | Wedstrijden op de hoofdbanen                         |
| Evenement                                                                | Winnaar                                              | Verliezer                                            | Score                                                |
| Wedstrijden op Court Philippe-Chatrier (centercourt)                     | Wedstrijden op Court Philippe-Chatrier (centercourt) | Wedstrijden op Court Philippe-Chatrier (centercourt) | Wedstrijden op Court Philippe-Chatrier (centercourt) |
| ------------------------------------------------------------------------ | ---------------------------------------------------- | ---------------------------------------------------- | ---------------------------------------------------- |
| Vrouwendubbelspel finale                                                 | Caroline Garcia [5] Kristina Mladenovic [5]          | Jekaterina Makarova [7] Jelena Vesnina [7]           | 6–3, 2–6, 6–4                                        |
| Startte niet voor 15:00 uur                                              |                                                      |                                                      |                                                      |
| Mannenenkelspel finale                                                   | Novak Đoković [1]                                    | Andy Murray [2]                                      | 3–6, 6–1, 6–2, 6–4                                   |
| Wedstrijden op Court Suzanne-Lenglen (Grandstand)                        |                                                      |                                                      |                                                      |
| Mannenlegendes 45+ dubbelspel finale                                     | Sergi Bruguera Goran Ivanišević                      | Yannick Noah Cédric Pioline                          | 6–3, 7–6(7–2)                                        |
| Mannenlegendes −45 dubbelspel finale                                     | Juan Carlos Ferrero Carlos Moyá                      | Sébastien Grosjean Fabrice Santoro                   | 6–4, 6–4                                             |
| Wedstrijden op Court 1                                                   |                                                      |                                                      |                                                      |
| Meisjesenkelspel finale                                                  | Rebeka Masarova [12]                                 | Amanda Anisimova [2]                                 | 7–5, 7–5                                             |
| Jongensenkelspel finale                                                  | Geoffrey Blancaneaux                                 | Félix Auger-Aliassime [11]                           | 1–6, 6–3, 8–6                                        |
| Wedstrijden begonnen om 11:00 uur (11:30 uur op Court Philippe-Chatrier) |                                                      |                                                      |                                                      |